# Karlskrona
Karlskrona este un oraș în Suedia.
Portul naval Karlskrona a fost înscris în anul 1998 pe lista patrimoniului cultural mondial UNESCO.

## Demografie
| \| Evoluția demografică a zonei urbane Karlskrona, 1970–2015 \| Evoluția demografică a zonei urbane Karlskrona, 1970–2015 \| Evoluția demografică a zonei urbane Karlskrona, 1970–2015 \| Evoluția demografică a zonei urbane Karlskrona, 1970–2015 \| Evoluția demografică a zonei urbane Karlskrona, 1970–2015 \| \| --------------------------------------------------------------------------------------- \| --------------------------------------------------------- \| --------------------------------------------------------- \| --------------------------------------------------------- \| --------------------------------------------------------- \| \| An \| \| \| Locuitori \| \| \| 1970 \| 1970 \| \| 33.873 \| 33.873 \| \| 1975 \| 1975 \| \| 33.414 \| 33.414 \| \| 1980 \| 1980 \| \| 32.223 \| 32.223 \| \| 1990 \| 1990 \| \| 30.091 \| 30.091 \| \| 1995 \| 1995 \| \| 31.597 \| 31.597 \| \| 2000 \| 2000 \| \| 32.077 \| 32.077 \| \| 2005 \| 2005 \| \| 32.606 \| 32.606 \| \| 2010 \| 2010 \| \| 35.212 \| 35.212 \| \| 2015 \| 2015 \| \| 36.477 \| 36.477 \| \| Sursa: SCB - Statistika Centralbyrån, Folkmängden per tätort. Vart femte år 1960 - 2016 \| \| \| \| \| |      |  |           |        |
| Evoluția demografică a zonei urbane Karlskrona, 1970–2015 |      |  |           |        |
| An |      |  | Locuitori |        |
| 1970 | 1970 |  | 33.873    | 33.873 |
| 1975 | 1975 |  | 33.414    | 33.414 |
| 1980 | 1980 |  | 32.223    | 32.223 |
| 1990 | 1990 |  | 30.091    | 30.091 |
| 1995 | 1995 |  | 31.597    | 31.597 |
| 2000 | 2000 |  | 32.077    | 32.077 |
| 2005 | 2005 |  | 32.606    | 32.606 |
| 2010 | 2010 |  | 35.212    | 35.212 |
| 2015 | 2015 |  | 36.477    | 36.477 |
| Sursa: SCB - Statistika Centralbyrån, Folkmängden per tätort. Vart femte år 1960 - 2016 |      |  |           |        |